# Christian Fiedler
Christian Fiedler (ur. 27 marca 1975 w Berlinie Zachodnim) – niemiecki piłkarz występujący na pozycji bramkarza.

## Kariera klubowa
Fiedler jest wychowankiem klubu Lichtenrader BC 25, w którym treningi rozpoczął w 1982 roku. W 1990 roku przeszedł do juniorskiej ekipy Herthy Berlin. W 1994 roku został włączony do jej pierwszej drużyny, grającej w 2. Bundeslidze. W tych rozgrywkach zadebiutował 4 października 1994 roku w zremisowanym 0:0 meczu z Fortuną Düsseldorf. Od czasu debiutu był podstawowym bramkarzem Herthy. W 1997 roku awansował z nią do Bundesligi. Zadebiutował w niej 3 sierpnia 1997 roku w zremisowanym 1:1 spotkaniu z Borussią Dortmund. W sezonie 1997/1998 stracił miejsce w składzie Herthy na rzecz Węgra Gábora Király'ego, którego zakupiono przed sezonem. W 2001 roku oraz w 2002 roku zdobył z zespołem Pucharu Ligi Niemieckiej. Fiedler bramkarzem rezerwowym był do połowy sezonu 2003/2004. Od 31 stycznia 2004 wszedł do składu w miejsce Király'ego i do końca sezonu rozegrał wszystkie ligowe spotkania. Przez kolejne 3 lata Fiedler nadal był podstawowym zawodnikiem Herthy. Latem 2007 roku do klubu przyszedł nowy bramkarz – Jaroslav Drobný i wówczas Fiedler ponownie stał się bramkarzem rezerwowym. Przez 2 kolejne sezony w lidze nie zagrał ani razu i w 2009 roku zakończył karierę.

## Kariera reprezentacyjna
Fiedler rozegrał 16 spotkań w reprezentacji Niemiec U-21.